# Lista över avsnitt av Angel
Det här är en lista över avsnitt av tv-serien Angel. Serien började med ett ovisat förslagsband 1999, som sedan fortsatte in i den första säsongen den 5 oktober 1999 och sändes i fem år fram till sista avsnittet som visades den 19 maj 2004. Totalt hade det sänts 110 avsnitt.
Serien sändes på WB i USA. I Storbritannien sändes den först på Sky One, och sedan, betydligt senare, på Channel 4 och senare även på Five.
För närvarande är samtliga av seriens fem säsonger tillgängliga på DVD för regionerna 1, 2 och 4. En komplett utgåva av serien (The Complete DVD Collectors' Edition) har släppts för regionerna 1, 2, och 4.

## Säsongerna
| Säsong | Säsong | Avsnitt | Sändningsdatum    | Sändningsdatum     |
| Säsong | Säsong | Avsnitt | Säsongsstart      | Säsongssavslutning |
| ------ | ------ | ------- | ----------------- | ------------------ |
|        | 1      | 22      | 5 oktober 1999    | 23 maj 2000        |
|        | 2      | 22      | 26 september 2000 | 22 maj 2001        |
|        | 3      | 22      | 24 september 2001 | 20 maj 2002        |
|        | 4      | 22      | 6 oktober 2002    | 7 maj 2003         |
|        | 5      | 22      | 1 oktober 2003    | 19 maj 2004        |

## Avsnitt

### Säsong 1 (1999-2000)
| Nr i serien | Nr i säsongen | Titel                        | Regissör         | Manus                            | Originalvisning  |
| ----------- | ------------- | ---------------------------- | ---------------- | -------------------------------- | ---------------- |
| 1           | 101           | "City of"                    | Joss Whedon      | Joss Whedon David Greenwalt      | 5 oktober 1999   |
| 2           | 102           | "Lonely Hearts"              | James Contner    | David Fury                       | 12 oktober 1999  |
| 3           | 103           | "In the Dark"                | Bruce Seth Green | Douglas Petrie                   | 19 oktober 1999  |
| 4           | 104           | "I Fall to Pieces"           | Vern Gillum      | Joss Whedon David Greenwalt      | 26 oktober 1999  |
| 5           | 105           | "Rm w/a Vu"                  | Scott McGinnis   | David Greenwalt Jane Espenson    | 2 november 1999  |
| 6           | 106           | "Sense and Sensitivity"      | James A. Contner | Tim Minear                       | 9 november 1999  |
| 7           | 107           | "Bachelor Party"             | David Straiton   | Tracey Stern                     | 16 november 1999 |
| 8           | 108           | "I Will Remember You"        | David Grossman   | David Greenwalt Jeannine Renshaw | 23 november 1999 |
| 9           | 109           | "Hero"                       | Tucker Gates     | Howard Gordon Tim Minear         | 30 november 1999 |
| 10          | 110           | "Parting Gifts"              | James A. Contner | David Fury Jeannine Renshaw      | 14 december 1999 |
| 11          | 111           | "Somnambulist"               | Winrich Kolbe    | Tim Minear                       | 18 januari 2000  |
| 12          | 112           | "Expecting"                  | David Semel      | Howard Gordon                    | 25 januari 2000  |
| 13          | 113           | "She"                        | David Greenwalt  | David Greenwalt Marti Noxon      | 2 februari 2000  |
| 14          | 114           | "I've Got You Under My Skin" | R.D. Price       | David Greenwalt Jeannine Renshaw | 15 februari 2000 |
| 15          | 115           | "The Prodigal"               | Bruce Seth Green | Tim Minear                       | 22 februari 2000 |
| 16          | 116           | "The Ring"                   | Nick Marck       | Howard Gordon                    | 29 februari 2000 |
| 17          | 117           | "Eternity"                   | Regis B. Kimble  | Tracey Stern                     | 4 april 2000     |
| 18          | 118           | "Five by Five"               | James A. Contner | Jim Kouf                         | 25 april 2000    |
| 19          | 119           | "Sanctuary"                  | Michael Lange    | Tim Minear Joss Whedon           | 2 maj 2000       |
| 20          | 120           | "War Zone"                   | David Straiton   | Garry Campbell                   | 9 maj 2000       |
| 21          | 121           | "Blind Date"                 | Thomas J. Wright | Jeannine Renshaw                 | 16 maj 2000      |
| 22          | 122           | "To Shanshu in L.A."         | David Greenwalt  | David Greenwalt                  | 23 maj 2000      |

### Säsong 2 (2000-2001)
| Nr i serien | Nr i säsongen | Titel                               | Regissör            | Manus                            | Originalvisning   |
| ----------- | ------------- | ----------------------------------- | ------------------- | -------------------------------- | ----------------- |
| 23          | 201           | "Judgement"                         | Michael Lange       | Joss Whedon David Greenwalt      | 26 september 2000 |
| 24          | 202           | "Are You Now or Have You Ever Been" | David Semel         | Tim Minear                       | 3 oktober 2000    |
| 25          | 203           | "First Impressions"                 | James A. Contner    | Shawn Ryan                       | 10 oktober 2000   |
| 26          | 204           | "Untouched"                         | Joss Whedon         | Mere Smith                       | 17 oktober 2000   |
| 27          | 205           | "Dear Boy"                          | David Greenwalt     | David Greenwalt                  | 24 oktober 2000   |
| 28          | 206           | "Guise Will Be Guise"               | Kirshna Rao         | Jane Espenson                    | 7 november 2000   |
| 29          | 207           | "Darla"                             | Tim Minear          | Tim Minear                       | 14 november 2000  |
| 30          | 208           | "The Shroud of Rahmon"              | David Grossman      | Jim Kouf                         | 21 november 2000  |
| 31          | 209           | "The Trial"                         | Bruce Seth Green    | D. Petrie T. Minear D. Greenwalt | 28 november 2000  |
| 32          | 210           | "Reunion"                           | James A. Contner    | Tim Minear Shawn Ryan            | 19 december 2000  |
| 33          | 211           | "Redefinition"                      | Michael Grossman    | Mere Smith                       | 16 januari 2001   |
| 34          | 212           | "Blood Money"                       | R.D. Price          | Shawn Ryan Mere Smith            | 23 januari 2001   |
| 35          | 213           | "Happy Anniversary"                 | Bill Norton         | David Greenwalt Joss Whedon      | 6 februari 2001   |
| 36          | 214           | "The Thin Dead Line"                | Scott McGinnis      | Jim Kouf Shawn Ryan              | 13 februari 2001  |
| 37          | 215           | "Reprise"                           | James Whitmore, Jr. | Tim Minear                       | 20 februari 2001  |
| 38          | 216           | "Epiphany"                          | Tom Wright          | Tim Minear                       | 27 februari 2001  |
| 39          | 217           | "Disharmony"                        | Fred Keller         | David Fury                       | 17 april 2001     |
| 40          | 218           | "Dead End"                          | James A. Contner    | David Greenwalt                  | 24 april 2001     |
| 41          | 219           | "Belonging"                         | Turi Meyer          | Shawn Ryan                       | 1 maj 2001        |
| 42          | 220           | "Over the Rainbow"                  | Fred Keller         | Mere Smith                       | 8 maj 2001        |
| 43          | 221           | "Through the Looking Glass"         | Tim Minear          | Tim Minear                       | 15 maj 2001       |
| 44          | 222           | "There's No Place Like Plrtz Glrb"  | David Greenwalt     | David Greenwalt                  | 22 maj 2001       |

### Säsong 3 (2001-2002)
| Nr i serien | Nr i säsongen | Titel                   | Regissör         | Manus                   | Originalvisning   |
| ----------- | ------------- | ----------------------- | ---------------- | ----------------------- | ----------------- |
| 45          | 1             | "Heartthrob"            | David Greenwalt  | David Greenwalt         | 24 september 2001 |
| 46          | 2             | "That Vision Thing"     | Bill Norton      | Jeffrey Bell            | 1 oktober 2001    |
| 47          | 3             | "That Old Gang of Mine" | Fred Keller      | Tim Minear              | 8 oktober 2001    |
| 48          | 4             | "Carpe Noctem"          | James A. Contner | Scott Murphy            | 15 oktober 2001   |
| 49          | 5             | "Fredless"              | Marita Grabiak   | Mere Smith              | 22 oktober 2001   |
| 50          | 6             | "Billy"                 | David Grossman   | Tim Minear Jeffrey Bell | 29 oktober 2001   |
| 51          | 7             | "Offspring"             | Turi Meyer       | David Greenwalt         | 5 november 2001   |
| 52          | 8             | "Quickening"            | Skip Schoolnik   | Jeffrey Bell            | 12 november 2001  |
| 53          | 9             | "Lullaby"               | Tim Minear       | Tim Minear              | 19 november 2001  |
| 54          | 10            | "Dad"                   | Fred Keller      | David H. Goodman        | 10 december 2001  |
| 55          | 11            | "Birthday"              | Michael Grossman | Mere Smith              | 14 januari 2002   |
| 56          | 12            | "Provider"              | Bill Norton      | Scott Murphy            | 21 januari 2002   |
| 57          | 13            | "Waiting in the Wings"  | Joss Whedon      | Joss Whedon             | 4 februari 2002   |
| 58          | 14            | "Couplet"               | Tim Minear       | Tim Minear Jeffrey Bell | 18 februari 2002  |
| 59          | 15            | "Loyalty"               | James A. Contner | Mere Smith              | 25 februari 2002  |
| 60          | 16            | "Sleep Tight"           | Terrence O'Hara  | David Greenwalt         | 4 mars 2002       |
| 61          | 17            | "Forgiving"             | Turi Meyer       | Jeffrey Bell            | 15 april 2002     |
| 62          | 18            | "Double or Nothing"     | David Grossman   | David H. Goodman        | 22 april 2002     |
| 63          | 19            | "The Price"             | Marita Grabiak   | David Fury              | 29 april 2002     |
| 64          | 20            | "A New World"           | Tim Minear       | Jeffrey Bell            | 6 maj 2002        |
| 65          | 21            | "Benediction"           | Tim Minear       | Tim Minear              | 13 maj 2002       |
| 66          | 22            | "Tomorrow"              | David Greenwalt  | David Greenwalt         | 20 maj 2002       |

### Säsong 4 (2002-2003)
| Nr i serien | Nr i säsongen | Titel                        | Regissör           | Manus                                         | Originalvisning  |
| ----------- | ------------- | ---------------------------- | ------------------ | --------------------------------------------- | ---------------- |
| 67          | 1             | "Deep Down"                  | Terrence O'Hara    | Steven S. DeKnight                            | 6 oktober 2002   |
| 68          | 2             | "Ground State"               | Michael Grossman   | Mere Smith                                    | 13 oktober 2002  |
| 69          | 3             | "The House Always Wins"      | Marita Grabiak     | David Fury                                    | 20 oktober 2002  |
| 70          | 4             | "Slouching Toward Bethlehem" | Skip Schoolnik     | Jeffrey Bell                                  | 27 oktober 2002  |
| 71          | 5             | "Supersymmetry"              | Bill Norton        | Elizabeth Craft Sarah Fain                    | 3 november 2002  |
| 72          | 6             | "Spin the Bottle"            | Joss Whedon        | Joss Whedon                                   | 10 november 2002 |
| 73          | 7             | "Apocalypse, Nowish"         | Vern Gillum        | Steven S. DeKnight                            | 17 november 2002 |
| 74          | 8             | "Habeas Corpses"             | Skip Schoolnik     | Jeffrey Bell                                  | 15 januari 2003  |
| 75          | 9             | "Long Day's Journey"         | Terrence O'Hara    | Mere Smith                                    | 22 januari 2003  |
| 76          | 10            | "Awakening"                  | James A. Contner   | David Fury Steven S. DeKnight                 | 29 januari 2003  |
| 77          | 11            | "Soulless"                   | Sean Astin         | Elizabeth Craft Sarah Fain                    | 5 februari 2003  |
| 78          | 12            | "Calvary"                    | Bill Norton        | Jeffrey Bell Steven S. DeKnight Mere Smith    | 12 februari 2003 |
| 79          | 13            | "Salvage"                    | Jefferson Kibbee   | David Fury                                    | 5 mars 2003      |
| 80          | 14            | "Release"                    | James A. Contner   | Steven S. DeKnight Elizabeth Craft Sarah Fain | 12 mars 2003     |
| 81          | 15            | "Orpheus"                    | Terrence O'Hara    | Mere Smith                                    | 19 mars 2003     |
| 82          | 16            | "Players"                    | Michael Grossman   | Jeffrey Bell Elizabeth Craft Sarah Fain       | 26 mars 2003     |
| 83          | 17            | "Inside Out"                 | Steven S. DeKnight | Steven S. DeKnight                            | 2 april 2003     |
| 84          | 18            | "Shiny Happy People"         | Marita Grabiak     | Elizabeth Craft Sarah Fain                    | 9 april 2003     |
| 85          | 19            | "The Magic Bullet"           | Jeffrey Bell       | Jeffrey Bell                                  | 16 april 2003    |
| 86          | 20            | "Sacrifice"                  | David Straiton     | Ben Edlund                                    | 23 april 2003    |
| 87          | 21            | "Peace Out"                  | Jefferson Kibbee   | David Fury                                    | 30 april 2003    |
| 88          | 22            | "Home"                       | Tim Minear         | Tim Minear                                    | 7 maj 2003       |

### Säsong 5 (2003-2004)
| Nr i serien | Nr i säsongen | Titel                                 | Regissör           | Manus                           | Originalvisning  |
| ----------- | ------------- | ------------------------------------- | ------------------ | ------------------------------- | ---------------- |
| 89          | 1             | "Conviction"                          | Joss Whedon        | Joss Whedon                     | 1 oktober 2003   |
| 90          | 2             | "Just Rewards"                        | James A. Contner   | David Fury Ben Edlund           | 8 oktober 2003   |
| 91          | 3             | "Unleashed"                           | Marita Grabiak     | Elizabeth Craft Sarah Fain      | 15 oktober 2003  |
| 92          | 4             | "Hell Bound"                          | Steven S. DeKnight | Steven S. DeKnight              | 22 oktober 2003  |
| 93          | 5             | "Life of the Party"                   | Bill Norton        | Ben Edlund                      | 29 oktober 2003  |
| 94          | 6             | "The Cautionary Tale of Numero Cinco" | Jeffrey Bell       | Jeffrey Bell                    | 5 november 2003  |
| 95          | 7             | "Lineage"                             | Jefferson Kibbee   | Drew Goddard                    | 12 november 2003 |
| 96          | 8             | "Destiny"                             | Skip Schoolnik     | David Fury Steven S. DeKnight   | 19 november 2003 |
| 97          | 9             | "Harm's Way"                          | Vern Gillum        | Elizabeth Craft Sarah Fain      | 17 januari 2004  |
| 98          | 10            | "Soul Purpose"                        | David Boreanaz     | Brent Fletcher                  | 21 januari 2004  |
| 99          | 11            | "Damage"                              | Jefferson Kibbee   | Steven S. DeKnight Drew Goddard | 28 januari 2004  |
| 100         | 12            | "You're Welcome"                      | David Fury         | David Fury                      | 4 februari 2004  |
| 101         | 13            | "Why We Fight"                        | Terrence O'Hara    | Drew Goddard Steven S. DeKnight | 11 februari 2004 |
| 102         | 14            | "Smile Time"                          | Ben Edlund         | Joss Whedon Ben Edlund          | 18 februari 2004 |
| 103         | 15            | "A Hole in the World"                 | Joss Whedon        | Joss Whedon                     | 25 februari 2004 |
| 104         | 16            | "Shells"                              | Steven S. DeKnight | Steven S. DeKnight              | 3 mars 2004      |
| 105         | 17            | "Underneath"                          | Skip Schoolnik     | Elizabeth Craft Sarah Fain      | 14 april 2004    |
| 106         | 18            | "Origin"                              | Terrence O'Hara    | Drew Goddard                    | 21 april 2004    |
| 107         | 19            | "Time Bomb"                           | Vern Gillum        | Ben Edlund                      | 28 april 2004    |
| 108         | 20            | "The Girl in Question"                | David Greenwalt    | Steven S. DeKnight Drew Goddard | 5 maj 2004       |
| 109         | 21            | "Power Play"                          | James A. Contner   | David Fury                      | 12 maj 2004      |
| 110         | 22            | "Not Fade Away"                       | Jeffrey Bell       | Jeffrey Bell Joss Whedon        | 19 maj 2004      |